# Allein in der Wildnis
Allein in der Wildnis ist ein Jugendroman von Gary Paulsen, der von Thomas Lindquist übersetzt wurde. Die englischsprachige Originalausgabe erschien 1987 unter dem Titel Hatchet. Die preisgekrönte Robinsonade behandelt die Geschichte von Brian, der einen Flugzeugabsturz überlebt und auf sich allein gestellt in der Natur für sein Überleben sorgt.

## Inhalt
Der 13-jährige Brian lebt nach der Scheidung seiner Eltern mit seiner Mutter im US-Bundesstaat New York, während sein Vater im Norden Kanadas lebt und für eine Ölfirma arbeitet. Um die Sommerferien bei seinem Vater zu verbringen, fliegt er als einziger Fluggast auf dem Copilotenplatz einer Cessna 206 nach Kanada. Der Pilot lässt ihn zwischendurch ein paar einfache Flugmanöver übernehmen. Während des Flugs erleidet der Pilot einen Herzinfarkt und stirbt, wobei er in seinem Todeskampf die Flugrichtung verändert. Brian gelingt es, das Kleinflugzeug unter Kontrolle zu bekommen. Er fliegt mehrere Stunden über Waldlandschaften Kanadas, bis der Treibstoff des Flugzeugs verbraucht ist. Brian gelingt eine Notwasserung auf einem See und er kann sich aus dem Flugzeugwrack befreien, welches in dem Gewässer untergeht.
Er beschließt im Absturzbereich zu bleiben, damit mögliche Suchtrupps ihn finden. Er muss sich mit unterschiedlichen Herausforderungen auseinandersetzen. So überprüft er, ob das Seewasser trinkbar ist, wird im großen Maß von Mücken gestochen und findet Traubenkirschen und verschiedene Beeren, die er nicht alle gut verträgt. Außerdem begegnet er einem Schwarzbären und Wölfen, die ihn nicht angreifen, einem Stachelschwein, das ihn am Bein verletzt, und einem Stinktier, das ihn mit Sekret besprüht. Durch einen Zufall findet er heraus, dass er mit bestimmten Feuersteinen und seiner Axt, die ihm seine Mutter vor dem Abflug für die Ferien geschenkt hatte, Funken erzeugen kann, um so ein Lagerfeuer zu entfachen. Danach errichtet er einen Holzhaufen für ein mögliches Signalfeuer.
Eines Tages hört Brian ein Flugzeug, doch bis er sein Signalfeuer angezündet hat, damit mögliche Retter die Rauchsäule sehen, ist es bereits zu weit weggeflogen. Aufgrund der großen Enttäuschung unternimmt er durch Verletzung seiner Handgelenke mit der Axt einen Suizidversuch, den er überlebt. Daraufhin nimmt Brian sein Schicksal an und sieht sich immer mehr als einen Teil seiner neuen Lebenswelt. Eine der wichtigsten Lehren für ihn ist, dass die Verfügbarkeit von Nahrung für sein Überleben unabdingbar ist.
Er baut einen Speer und einen Bogen mit Pfeilen, um so Fische und Vögel fangen zu können. Außerdem baut er in eine Felsnische ein Vorratslager und in der Nähe des Sees ein Wasserbecken, in dem er lebende Fische aus dem See hält. 
Als er an einem Tag von der Jagd zu seinem Unterschlupf zurückkehrt, wird er von einer Elchkuh angegriffen und niedergetrampelt. Mit Verletzungen an Rippen und Schultern schleppt er sich in sein Lager. In der nachfolgenden Nacht zieht ein Tornado über das Absturzgebiet und zerstört einen Großteil von Brians selbstgebauter Ausrüstung, sodass ihm erneut nur seine Axt bleibt. Außerdem hat der Wirbelwind das Wrack im See so angehoben, dass der hintere Teil des Flugzeugs aus dem Wasser ragt.
Brian erinnert sich, dass der Pilot einen Sack als Überlebenspaket im Gepäck hatte, den Brian nun bergen möchte. Mithilfe der Axt gelangt er in den Flugzeugrumpf und holt den Sack, der Lebensmittel, Feuerzeuge und Zündhölzer, einen Gaskocher mit Töpfen, einen Schlafsack, eine Isomatte, Verbandmaterial, Seife, ein Gewehr mit Munition und ein Notfunkgerät enthält. Er betätigt den Schalter des Geräts, aber weder ist ein Ton zu hören noch leuchtet seine Lampe, sodass Brian vermutet, dass es beim Absturz beschädigt wurde. Er beschließt, sich aus den Lebensmitteln eine Mahlzeit zu kochen.
Während das Essen kocht, erscheint auf einmal ein Wasserflugzeug, das auf dem See landet. Dessen Pilot hatte das Notsignal empfangen, sodass Brian nach 54 Tagen aus der Wildnis gerettet wird.

## Ausgaben
Originalausgabe:
- Gary Paulsen: Hatchet. Bradbury Press, New York 1987, ISBN 0-02-770130-1 (englisch).

Deutschsprachige Erstausgabe:
- Gary Paulsen: Allein in der Wildnis. Carlsen, Hamburg 1995, ISBN 978-3-551-55106-1.

Deutschsprachiges Hörbuch:
- Gary Paulsen: Allein in der Wildnis (Hörbuch). Silberfisch, Hamburg 2009, ISBN 978-3-86742-051-8 (gesprochen von Johannes Steck).

### Unterricht
Verschiedene Verlage, wie Carlsen, Klett und der Grin Verlag, bieten zu dem Roman Lehrmittel für den Unterricht an.

## Rezeption

### Rezensionen
Jessi Lewis hat das Buch in ihrer Kindheit gelesen und sieht hinter Brians Geschichte in der Wildnis den Traum vieler Jugendlicher, für den sie trainieren, und vielversprechende Möglichkeiten für junge Leute auf dem Feld und im Wald.
Gemäß Mac Caltrider gibt es wenige Abenteuerbücher, die einen bleibenden Eindruck wie Allein in der Wildnis hinterlassen haben. Er sieht sowohl die Herausforderungen für Brian sowie seine Entwicklung zur Unabhängigkeit als Spiegel heranwachsender Jungen. Er hebt besonders die einfache Sprache und die kurzen Kapitel des Romans hervor, wodurch junge Menschen beim Lesen ein Erfolgserlebnis erfahren und eine Freunde am Lesen entwickeln.

### Auszeichnungen
Im Jahr 1988 wurde das Buch für die Newbery Medal nominiert und als Honor Book ausgezeichnet.
Vom School Library Journal wurde es 2012 auf Platz 23 der 100 besten Jugendbücher aller Zeiten gewählt.

## Fortsetzungen
Gary Paulsen schrieb vier Folgeromane um den Protagonisten Brian Robeson. Im ersten Folgeroman Der Fluss soll Brian für die Regierung seine Fähigkeiten in einem Überlebenstraining weitergeben. Der dritte Teil der Reihe Brians Winter erzählt den alternativen Erzählstrang, wie Brian den ersten Winter verbracht hätte, wenn er nicht gerettet worden wäre. Der vierte Roman der Reihe heißt Zurück in die Wildnis. Der fünfte Band wurde nicht ins Deutsche übersetzt und trägt im Original den Titel Brian’s Hunt.

## Verfilmung
Der Roman wurde 1990 unter dem Titel Brian – Allein in der Wildnis bzw. Allein in der Wildnis mit Jared Rushton in der Hauptrolle verfilmt. Der englischsprachige Originaltitel lautet A Cry in the Wild.